# 保加利亞足球協會
保加利亞足球協會（羅馬化：Bǎlgarski futbolen sǎyuz，简称BFS）是保加利亞足球运动的管理机构，負責管轄保加利亚足球联赛系统、保加利亞盃等各項盃賽及各級別男女子的保加利亞國家足球隊。協會成立於1923年，總部設於首都索菲亞。

## 外部連結
- 保加利亞足球協會官方網站（页面存档备份，存于）
- Bulgaria（页面存档备份，存于） at FIFA site
- Bulgaria（页面存档备份，存于） at UEFA site